# 米本義孝
米本 義孝（よねもと よしたか、1941年〈昭和16年〉4月1日 - 2011年〈平成23年〉9月4日）は、日本の英文学者。専門はジェイムズ・ジョイス、T・S・エリオット、ビートルズ。

## 経歴・人物
1971年3月、立命館大学大学院修士課程修了、立命館大学助教授。1982年4月、信州大学教養部助教授。1988年、松本歯科大学非常勤講師（1989年まで）。1990年4月、大谷大学文学部英米文学教授（2005年3月まで）。2004年、立命館大学博士（文学）。2005年4月、安田女子大学文学部英語英米文学科教授（2011年3月まで）。
蕎麦についての造詣が深く、『季刊　新そば』誌上にエッセイ「そば、そば、そば」を不定期連載した（全9回）。
2011年9月4日、肺炎のため死去。

## 研究・教育
専門はジェイムズ・ジョイス、T.S.エリオットの研究。またビートルズを学問的研究対象とし、その詩の世界について論文を発表。信州大学にビートルズ研究会を創設し顧問を務めたり、市民向け講座を開講したこともある。大学教育においても、洋楽を取り入れた講義を行なった。
翻訳作業では学生との読書会での議論を重視した。読書会を通じて影響を受けた人物に、小野昌弘（免疫学者）、小堀聡（経済史家）らがいる。

## 著作

### 研究書
- 『言葉の芸術家 ジェイムズ・ジョイス──『ダブリンの人びと』研究』南雲堂、2003年

### 翻訳
- ジェイムズ・ジョイス『ダブリンの人びと』ちくま文庫、2008年[8]